# Bač (Słowenia)
Bač – wieś w Słowenii, w gminie Ilirska Bistrica. W 2018 roku liczyła 468 mieszkańców.